# 内なる殺人者
『内なる殺人者』（うちなるさつじんしゃ、The Killer Inside Me）は、ジム・トンプスンの小説。1952年出版。
日本では1990年に河出文庫より出版（翻訳は村田勝彦）。また、2005年に『おれの中の殺し屋』という題で扶桑社より出版（翻訳は三川基好）。

## あらすじ
テキサスの田舎町で保安官補をしているルー・フォードは物静かだが、町の皆から好かれ、信頼のある男だった。しかし、兄の仇を討つため、町を牛耳っている建設業者のチェスター・コーンウェルの復讐を考えていた。

## 映画化
- The Killer Inside Me - 1976年公開（日本未公開）。バート・ケネディ監督、ステイシー・キーチ主演。
- 『キラー・インサイド・ミー』 - 2010年公開。マイケル・ウィンターボトム監督、ケイシー・アフレック主演。